# Child of M'sieu
Child of M'sieu è un film muto del 1919 diretto da Harrish Ingraham.

## Trama
Marie è una piccola orfana che è stata accolta e allevata dal taverniere M'sieu. Nella locanda, la bambina con la sua presenza e le sue canzoni, porta serenità e felicità a tutti, anche ai proprietari. La gente che la vede e che l'ascolta dimentica con lei tutti i brutti pensieri. La piccola diventa amica di Absinthe, un vecchio musicista che, tempo prima, era stato licenziato perché beveva. Un giorno, Marie trova sulla riva del fiume, mentre medita il suicidio, Claire. La giovane è la figlia di un grande cantante, quello per il quale lavorava Absinthe, e che ora è morto. Marie si preoccupa per Claire, la porta alla taverna con lei e la rasserena. Lì, Claire conoscerà Philip, un frequentatore assiduo del locale, anche lui aiutato dalle canzoni di Marie. I due giovani finiranno per innamorarsi e per costruirsi una famiglia insieme.

## Produzione
Il film fu prodotto dalla Triangle Film Corporation.

## Distribuzione
Distribuito dalla Triangle Distributing, il film uscì nelle sale cinematografiche statunitensi il 16 febbraio 1919.